# Archaeornithoides deinosauriscus
Archaeornithoides deinosauriscus (ungefär "Archaeornis-lik liten skräcködla") är en art av dinosaurier som tillhör släktet Archaeornithoides, en obestämbar maniraptoriform coelurosaurie från yngre krita (santonian- till campanianepokerna mellan 86 och 71 miljoner år sedan) i det som idag är Mongoliet. Fossilet hittades i Djadokhta-formationen i Bayn Dzak, Mongoliet, år 1965. Kvarlevorna, som uppenbarligen kommer från ett ungdjur, består av fragment av ett kranium inklusive överkäken och några tänder samt ben efter gommen. Lämningarna hittades i sandsten som avsatts från en flod. Kraniet är bara 30 millimeter långt och kan till och med ha tillhört ett embryo. Fossilet beskrevs av Elzanowski och Wellhofner år 1992.

## Etymologi
Släktnamnets etymologi hänvisar till Archaeornithoides' likhet med urfågeln Archaeopteryx, medan artnamnet, deinosauriscus, anspelar på att djuret var så småväxt för att vara en dinosaurie. Det finns en annan dinosaurie som bär ett liknande namn, nämligen Ornithoides som levde under yngre jura i det som idag är Nordamerika.

## Släktskap med fåglar
Elżanowski & Wellnhofer uppmärksammade forskarvärlden år 1993 på att Archaeornithoides var den närmaste släktingen till fåglarna inom Dinosauria, vilket de kommit fram till genom fylogenetiska analyser, ett antagande som kan vara riktigt. Archaeornithoides karaktäriseras av dess sömmar mellan överkäken och premaxilla samt avsaknaden av tänder eller tandliknande utskott. Efterföljande fylogenetiska analyser på resterna av fossilet har visat att den liknar både troodonter, dromaeosaurier, spinosaurider och Archaeopteryx, vilket har medfört att Archaeornithoides erhållit en osäker plats inom Maniraptoriformes.